# Molodenki
Molodenki (en rus: Молоденки) és un poble de l'óblast de Saràtov, a Rússia, segons el cens del 2010 tenia 156 habitants. Pertany al districte municipal d'Arkadak.